# NGC 7342
NGC 7342 (другие обозначения — PGC 69374, UGC 12126, MCG 6-49-54, ZWG 514.76) — спиральная галактика с перемычкой (SBa) в созвездии Пегас.
Этот объект входит в число перечисленных в оригинальной редакции «Нового общего каталога».
В галактике вспыхнула сверхновая SN 2010ii типа Ia, её пиковая видимая звездная величина составила 18,0.